# Mobbing

Le mobbing (du verbe anglais « to mob », malmener) est un harcèlement moral qui se produit en meute et à l'encontre d'une seule personne et dont le monde académique semble être un terrain propice. Avec d'autres termes, il est aussi décrit comme un harcèlement psychologique collectif et moral qui consiste en un processus concerté sur une personne afin de l'exclure socialement,.

## Développement historique
La notion de mobbing a été introduite dans le champ des relations interpersonnelles par le médecin suédois Peter-Paul Heinemann (de) en 1969. Dans son ouvrage de 1972 Mobbing, Heinemann emploie le terme pour décrire certains aspects collectifs du comportement enfantin. Cet usage s'inspire des travaux de l'éthologue Konrad Lorenz qui utilise le terme avec la connotation de mob (foule) pour décrire le houspillage ; « rassemblement de petits animaux qui s’uniss[e]nt pour faire fuir un animal plus grand et dangereux ».

Le terme de mobbing a ensuite été popularisé par les travaux du psychosociologue allemand Heinz Leymann qui publie en 1993 un ouvrage traduit en français sous le titre Mobbing : la persécution au travail. Pour Leymann,

Le concept de mobbing définit l’enchaînement sur une assez longue période, de propos et d’agissements hostiles, exprimés ou manifestés par une ou plusieurs personnes envers une tierce personne (la cible). Par extension, le terme s’applique aussi aux relations entre les agresseurs et leurs victimes […] Les caractéristiques du mobbing sont les suivantes : confrontation, brimades et sévices, dédain de la personnalité et répétition fréquente des agressions sur une assez longue durée
Leymann précise en outre avoir choisi le terme de mobbing pour éviter la présupposition de violence physique entraînée selon lui par l'emploi du terme bullying, alors plus habituel dans la littérature anglaise. Le mobbing selon lui, n'est donc pas nécessairement un phénomène collectif, mais se distingue d'autres formes de conflits car il vise généralement l'exclusion de l'autre. La cible est généralement dans une position sociale inférieure à l'auteur du mobbing ; « Fréquemment, on constate une différence de pouvoir entre la victime et l’auteur du mobbing. ».
Nonobstant l'usage fait par Leymann du terme, il existe aujourd'hui, selon Marie-France Hirigoyen, « un consensus – confirmé par l’International Association on Work Bullying and Harassment (IAWBH) qui regroupe les chercheurs de 32 pays sur ce sujet – pour préférer en anglais les termes harassment ou bullying pour décrire les agressions insidieuses et perverses alors que le terme mobbing garde une signification plus collective ». En France comme en Belgique le Marie-France Hirigoyen, aura permis une mobilisation médiatique et sur une loi spécifique[pas clair]. De nombreuses recherches dans les pays scandinaves et en Allemagne portent sur ce concept de mobbing.

## Définition du concept
Heinz Leymann, soucieux d'une définition opérationnelle du concept, listait une quarantaine de comportements d'agression qui, s'ils sont répétés régulièrement (au moins une fois par semaine pendant une durée de six mois), constituent un mobbing. Cette définition, si elle se veut plus détaillée que celle de Marie-France Hirigoyen, exclut cependant certains comportements (par exemple moins fréquents, ou sur une durée inférieure à six mois) qui peuvent être aussi destructeurs. Une autre différence entre mobbing et harcèlement moral porte sur le rapport entre harcèlement et conflit. Il introduit ce terme en 1996 dans son ouvrage Mobbing : la persécution au travail.
L'avocate Gabriella Wennubst critique les notions de durée et de fréquences des actes perpétrés par le mobbing (notions reprises dans de nombreuses définitions à la suite des travaux de Heinz Leymann). Ces critères ne peuvent pas être retenus comme pertinents car éminemment subjectifs et inhérents à la volonté des auteurs, ou inhérents à la capacité d’endurance de la cible. De plus, elle souligne que le mobbing est une forme de harcèlement psychologique (en France appelé communément harcèlement moral) parmi d’autres (harcèlement perversion, stalking, bullying, harcèlement manipulation). Elle retient aussi que le mobbing n’est pas spécifique au monde du travail, mais existe dans toutes les sphères de la vie (couple, famille, politique, armée, école, sport).
Selon elle, le mobbing se différencie des autres formes de harcèlement psychologique par sa finalité, à savoir l’exclusion, la marginalisation ou la neutralisation de la cible. Wennubst relève également une tendance à qualifier de mobbing (ou d’une manière générale de harcèlement psychologique/moral) toutes sortes de situations conflictuelles ou problématiques et propose un lexique des autres cas de figure possibles ainsi que les clés de différenciation entre phénomènes différents. Gabriella Wennubst propose la définition suivante de mobbing : « par mobbing on entend une répétition d’actes hostiles (harcèlement) par un ou des auteurs tendant à isoler, marginaliser, éloigner ou exclure la victime d’un cercle de relations données, voire à la neutraliser ». Ce processus se caractérise par l’adoption par les auteurs d’une communication non éthique dont le but est de déplacer la responsabilité des événements en cours, de manière dénuée de tout sens critique, sur la victime.
Pour la politologue Eve Seguin, le mobbing est, en milieu de travail, un « processus concerté d’élimination d'un employé », qu'elle recommande d'appeler « cible » plutôt que « victime » et dont il n'existe pas de profil « psychologique ou social » type : « La recherche sur le mobbing, qui a débuté dans les années 1980, a été incapable de mettre en évidence d’éventuels traits distinctifs des cibles. »
Bruno Lefebvre, psychologue clinicien, a pu distinguer trois types de harceleurs « en dehors du pervers narcissique : celui qui est « accro au travail » et qui du coup en demande trop aux autres, le manager absent qui laisse dégénérer et ne soutient pas ses équipes et le « manager télécommandé » qui rejette sur d’autres la pression qu’il subit,. »

## Analyse post-traumatique
Une analyse statistique, réalisée en Suède, portant sur la sévérité du trouble de stress post-traumatique (SSPT) dont souffraient 64 patients victimes de mobbing, montre une intensité sévère avec des effets mentaux entièrement comparables au SSPT des expériences de guerre ou de camp de prisonniers de guerre ou politiques.